# ال ساتریو
اِل ساتاریو (به اسپانیایی: The Satyr)، که همچنین با نام‌ "شیطان" شناخته می‌شود، یکی از کهن‌ترین فیلم‌های پورنوگرافیک به‌جا مانده است. بر پایه سبک و فناوری نشان‌داده‌شده در فیلم، به نظر می‌رسد که این اثر نزدیک به سال ۱۹۰۷ در آرژانتین ساخته شده باشد و شاید نخستین بهره‌گیری از نمای نزدیک افراطی از اندام‌های جنسی را در بر داشته باشد. یک نویسنده پیشنهاد کرده است که ممکن است ریشه های این فیلم از آن دهه ۱۹۳۰ کوبا باشد.  همچنین گفته شده است که این فیلم به‌عنوان هجویه‌ای (پارودی) از باله "بعدازظهر یک فان" اثر واتسلاف نیژینسکی در نظر گرفته شده است. 
هنگامی که گروهی از زنان جوان برهنه در دشت و دمن سرگرم شادی و بازی هستند، یک ساتیر (که در زیرنویسی "شیطان" نامیده شده) پدیدار می‌شود و زنان را به گریز وامی‌دارد. یکی از زنان از هوش می‌رود و ساتیر او را مورد آزار جنسی قرار می‌دهد؛ نخست در وضعیت ۶۹ و سپس در جایگاه‌های گوناگون دخول آلت به مهبل، تا زمانی که در مهبل او پس‌ریزی منی پدیدار می‌شود. در برخی لحظه‌ها، او همچنین کوشش می‌کند با انگشت به مقعد او دست بزند، کاری که زن به شدت در برابرش ایستادگی می‌کند. سپس دیگر زنان بازمی‌گردند و او را فراری می‌دهند.

## انتشار
بنیاد کینزی تاریخ ساخت این فیلم را بین سال‌های ۱۹۰۷ و ۱۹۱۲ برآورد کرده است.  روزنامه‌نگار کورت توخولسکی در نوشتاری در سال ۱۹۱۳، تجربه خود از تماشای چند فیلم استگ در برلین را بازگو کرده است که یکی از آن‌ها توصیفی همانند اِل ساتاریو دارد. 

## پیوندهای بیرونی
- ال ساتریو در بانک اطلاعات اینترنتی فیلم‌ها (IMDb)
- ال ساتریو را می‌توانید به‌طور رایگان از بایگانی اینترنت دانلود کنید.[بیشتر]